# Cheiracanthium gyirongense
Cheiracanthium gyirongense is een spinnensoort uit de familie Cheiracanthiidae.
De wetenschappelijke naam van de soort werd in 1987 gepubliceerd door Hu & S. Q. Li.